# Portada/article octubre 31

## Algorisme de la colònia de formigues
Els algorismes de les colònies de formigues són algorismes inspirats en el comportament de les formigues i que constitueixen una família de metaheurístiques d'optimització. Va ser proposat per primera vegada per Marco Dorigo i altres en els anys 90. Per a la investigació de camins òptims en un graf, el primer algorisme s'inspira en el comportament de les formigues que cerquen un camí entre la seva colònia i una font d'aliment. La idea original es diversifica després per resoldre una classe més àmplia de problemes, i apareixen diversos algorismes que s'inspiren en diversos aspectes del comportament de les formigues.